# SN 2007si
SN 2007si – supernowa typu Ia odkryta 12 listopada 2007 roku w galaktyce A015951+0112. W momencie odkrycia miała maksymalną jasność 20,80m.